# Киликия (футбольный клуб)
Футбольный клуб «Килики́я» (арм. Ֆուտբոլային Ակումբ „Կիլիկիա“ Երևան) — армянский футбольный клуб из Еревана, основанный в 1992 году.

## Прежние названия
- 1992—1995: АОСС Ереван
- 1995—1999: «Пюник» Ереван
- с 1999 — «Киликия» Ереван

## История

### Золотое прошлое (1992—1998)

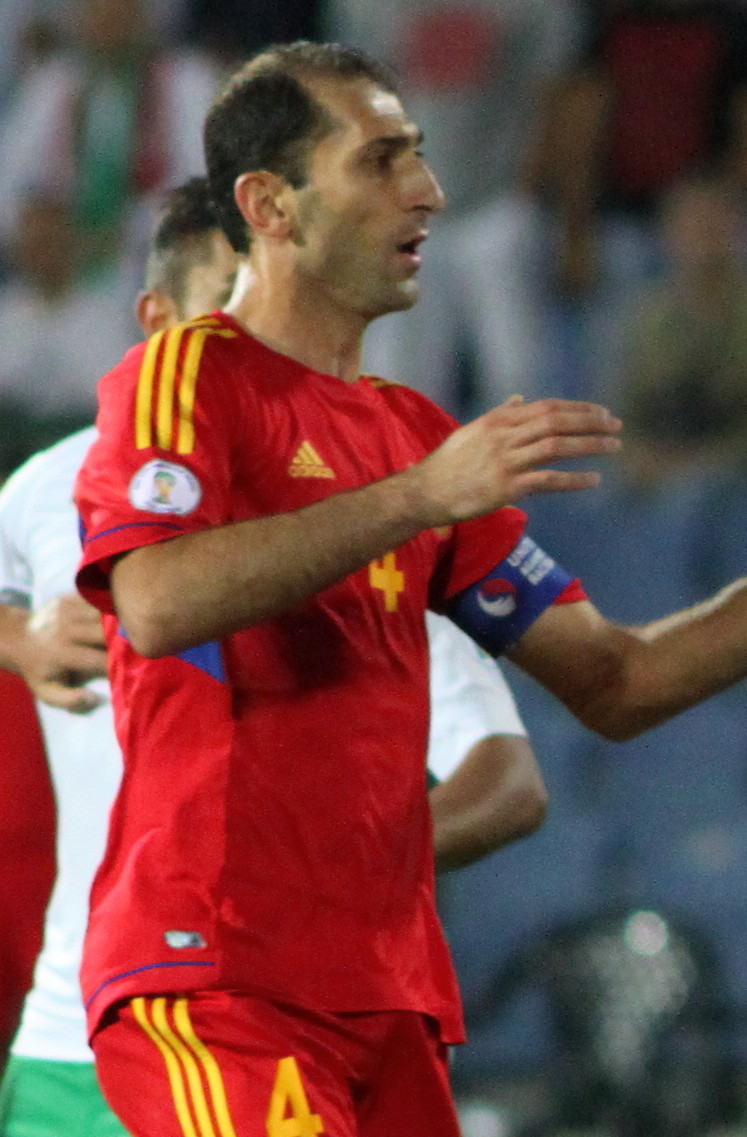
Саркис Овсепян дважды становился футболистом года в Армении в составе АОСС

«Киликия» была основана в Ереване в 1992 году перед началом первого независимого чемпионата страны. К тому моменту она имела название АОСС, что значит — Армянский Общий Спортивный Союз (в армянском сокращении ХМНМ — «Оменетмен»). «Киликия» была партийной единицей, основателями клуба являлась партия Дашнакцутюн. Клуб с самого начала показал себя сильной, упорной командой, достигающей поставленные цели. Причём команда состояла из 17-18 игроков. Первую цель, под руководством Хорена Оганесяна, команда достигла в том же году разделив, вместе с клубом «Ширак», золотые медали первенства. По итогам чемпионата у клубов было одинаковое количество очков. Назначенный на 11 ноября в Армавире (бывший Октемберян) дополнительный матч за 1-е место не состоялся из-за отказа «Ширака». Учитывая недоработанность Регламента чемпионата обе команды объявлены чемпионами страны. В том же году команда вышла в финал Кубка страны. За 11 минут до окончания встречи на табло горели нули. На 79-й Ара Нигоян, и на 87-й Ашот Аветисян, игроки «Бананца», принесли своему клубу первый в истории Кубок Независимости. По итогам чемпионата лучшим игроком был признан Саркис Овсепян.
В чемпионате 1993 года, команде не хватила 3 очков для того, чтобы стать бронзовыми медалистами. В упорнейшей борьбе она пропустила вперёд себя «Арарат», «Ширак» и «Бананц». В споре бомбардиров лучшим, наряду с Андраником Овсепяном («Бананц»), стал Гегам Оганесян, забивший 26 мячей. В Кубке команда выбыла на стадии полуфинала. Преградил путь «Арарат», который за счёт двух голов на выезде, прошёл дальше и стал обладателем трофея. По мнению Оганесяна произошла «закулисная игра», суть которой заключалась в том, что в честь 20-летия араратовского дубля сделанного в 1973 году, этот дубль должен был повториться и на армянском уровне. «Арарат» победил и в чемпионате и в кубке.
В сезоне-94 АОСС, за счёт лучшей разнице забитых и пропущенных голов, стал вице-чемпионом. Игроками команды было забито 113 мячей в 28 матчах. Этот показатель является рекордным как для команды, так и для чемпионатов Армении, который не побит до сих пор. Лучшим голеадором чемпионата стал Арсен Аветисян (39 мячей), который стал лучшим игроком Армении 1994 года. В Кубке команда в очередной раз дойдя до полуфинала была выбита из турнира. На этот раз преградителем оказался «Ширак».
Чемпионат 1995 года являлся неофициальным и звание чемпиона не разыгрывал, потому как являлся переходным турниром. Федерацией футбола Армении решено было перейти от системы розыгрыша «весна-осень» к системе «осень-весна». 12 команды были разбиты на 2 подгруппы. АОСС оказался во-второй. Сыграв 10 матчей и набрав 19 очков, по итогам занял 2-е место, отставая от 1-го места на одно очко. Лучшим бомбардиром в очередной раз стал Арсен Аветисян с 12-ю голами. Второе место у Гегама Огнесяна (8 мячей). В играх за Кубок Армении, команда не могла добиться результата. Второй год подряд она вылетала от голов «Ширака». Но если в прошлом сезоне она остановилась в полуфинале, то в этом она остановилась на стадии 1/8 финала. Лучшим игроком Армении стал Саркис Овсепян.

### Под вывеской «Пюника» (1995—1999)
Новый сезон, в новой системе розыгрыша, команда начала с новым названием, коим стало «Пюник», что в армянском переводе означает мифическая птица Феникс. В этом же сезоне командой был завоёван титул чемпионов страны. Главные соперники были биты в очных матчах. Команда не проиграла ни одного матча и с 9-ти очковым отрывом стала чемпионом страны. Это был второй золотой дождь ереванской команды. В играх за Кубок, игроки «Пюника» разгромно оставили не удел «Армавир», затем гюмрийский «Арагац», после этого последовала упорнейшая битва с араратским «Цементом», в которой «Пюник» вышел победителем. В полуфинале был оставлен неудел «Арарат» (2:0 — в гостях и 4:1 — дома). Соперником в финале был абовянский «Котайк». К 59-й минуте «Пюник» вёл со счётом 3:0, но в течение двух минут это преимущество было растранжировано. На 84-й и 85-й было забито 2 мяча. Однако в оставшееся время команда удержала победный счёт и в первые в своей истории завоевала престижный трофей. Таким образом команда оформила первый и пока единственный дубль в истории клуба.
Очередной, и на сегодняшний день последний, «золотой» чемпионат для команды стал в сезоне 1996/97. Выиграв 19 игр в 22-х турах и проиграв однажды (техническое поражение в игре против «Вана», команда набрала 59 очков. У вице-чемпионов, а это звание досталось «Арарату», 52 очка. Лучшим бомбардиром, наколотившим 24 мяча, стал Арсен Аветисян. Но очередного золотого дубля совершить не удалось. В Кубке команда с минимальным счётом проиграла в финальном матче «Арарату» — 0:1.
По окончании сезона 1996/97 руководством ФФА было принято решение вернуться к системе «весна-осень». По этому поводу чемпионат 1997 года был начат в августе и закончен в ноябре. Команда выступила относительно нормально, однако в призёры себя не вписала. Бронзовые медали достались «Эребуни»-АСС, за счёт личных встреч между собой. В споре бомбардиров лучшим из игроков «Пюника» был Вараздат Аветисян, но он с 10-ю мячами занял лишь 4-о место. В этом же году образовался новый турнир — Суперкубок Армении. Так как чемпионом прошлого сезона и обладателем Кубка являлся «Пюник», то соперником в матче за Суперкубок стал вице-чемпион — «Ширак», который праздновал победу в матче.
Последующий сезон был разыгран в два этапа. В первом играли 9 клубов. Лучшие 6 команд во втором этапе разыграли между собой чемпионство. «Пюник» в первом этапе, благодаря тому, что «Двин» сыграл в ничью и потерял два нужных очка, вышел во-второй этап. Во-втором этапе команда из 10 игр — 9 проиграла. Как итог — 6-е место. В розыгрыше Кубка на полуфинальной стадии пропустила «Ереван». В этом сезоне, как чемпион прошлого сезона принимал участие в розыгрыше Суперкубка Армении. Соперник, которым был «Арарат», повержен был со счётом 2:0. Это последний серьёзный трофей, который завоевала команда.

### Чёрная полоса (1999—2001)
В 1999 году клуб в очередной и в последний раз меняет название на «Киликию», в честь средневекового армянского государства. В чемпионате команда проваливает начало, из 10-ти матчей — 8 проигрывает. Некое встряхивание проявляется в середине чемпионата. Последовавшие более внятные игры с продуктивными результатами, сменялись в свою очередь с поражениями. Как итог — 7-е место. В Кубке, по сумме двух матчей, уступает дорогу «Еревану», за счёт гола на выезде. Лучшим бомбардиром «Киликии» стал Арман Карамян, занявший в списке бомбардиров 2-е место с 20-ю голами. Ему не хватило всего одного гола до результата Ширака Сарикяна (21 мяч).
Команде из года в год сложно было конкурировать с более мощными клубами. 2000 год не стал исключением. Этот чемпионат стал в большей степени повторением чемпионата предыдущего, когда команда проигрывала сильным, сводила в ничью с равными и брала очки у аутсайдеров. В итоговой таблицы первенства клуб занял 6-е место. Очередными атакующими данными блеснул Арман Карамян. Со своими 15-ю мячами разделил 3-ю строчку с Артуром Петросяном («Ширак») и Самвелом Николяном («Мика»). В Кубке Армении пройдя «Лори» и в трудном матче «Ширак», «Киликия» в первом полуфинальном матче проиграла на выезде «Звартноцу-ААЛ» — 0:1. А во-втором, при счёте 0:0, на 51-й минуте отказалась продолжать матч. В результате ей было засчитано техническое поражение 0:3.
В чемпионате 2001 года, сыграв в первом туре против «Пюника» (2:3), клуб снимается с розыгрыша в знак протеста. Результат матча против «Пюника» аннулируется. Но перед этим, команда успела несколько матчей провести в Кубке. В очередной раз соперниками стали «Лори» (4:0 и 0:0) и «Ширак». В первом матче против гюмрийцев был заключён мир (1:1), ответный матч не состоялся, ввиду отказа «Киликии».

### Возрождение (2002—2003)
Новая жизнь команды начинается с 2002 года, когда она вновь заявляется в первенстве по футболу. Однако соблюдая регламент, клуб начинает своё шествие с низа, коим в первенстве Армении является Первая лига. «Киликия» была одной из фаворитов чемпионата. За весь турнир был зафиксирован только один проигрыш, однако приличное количество ничьих отдалили команду от выхода в Премьер-лигу. В итоге клуб довольствовался только малыми бронзовыми медалями, которые не дают возможности повышения. Выход в Премьер-лигу был отложен как минимум на следующий сезон. В розыгрыше Кубка участия не принимала, так как клуб не успел подать заявку на участие.
Чемпионство в лиге было достигнуто сезоном спустя. Один соперник с прошлого сезона был повышен в иерархии, второй был расформирован. Таким образом оставались те соперники, которые были заметно слабее «Киликии». Что, собственно, и вылилось в итоговые результаты. Отрыв от серебряных медалистов составил 10 очков. Лучшая победная серия составила 12 матчей. Лучшим бомбардиров Первой лиги стал Ншан Эрзрумян, забивший 31 мяч. В Кубковых поединках команда в 1/8 финала встречалась с «Араксом» из Арарата. По сумме двух встреч 3:2 и «Киликия» выходит в 1/4, где её ждал уже до боли знакомый «Ширак». За счёт единственного гола в двух матчах, дальше идёт «Ширак».

### Обитание в болоте (2004—2010)
Сезон 2004, как и все предыдущие, начался с Кубка Армении. «Киликия», как участник Премьер-лиги, начала розыгрыш кубка со стадии 1/8-й финала. Соперником на данной стадии было ереванское «Динамо». В первом матче игроки «Киликии» просто растерзали соперника. Уже к 37-й минуте первого тайма счёт был 8:0 в пользу «красных». Матч закончился со счётом 10:0, хет-триками отметились братья Ншан и Сергей Эрзрумяны и Сурен Атоян. Во втором матче, который должен был состоятся через 4 дня, «Динамо» отказалось принимать участие. Таким образом, команде было засчитано техническое поражение 0:3. Спустя ещё 4 дня после этого события, состоялись матчи 1/4 финала. Соперником являлся действующий чемпион страны «Пюник». Если первый матч команда билась до последнего, то во втором матче команду было не узнать — 0:7 по окончании 90 минут. Сразу после этой игры ушёл в отставку её наставник, известный в прошлом игрок ереванского «Арарата» и киевского «Динамо» Альберт Саркисян. Обязанности главного тренера временно были возложены на второго тренера Самвела Хачатуряна. А тем не менее в чемпионате уже вовсю шли баталии на футбольных полях. Соперник в 1-м туре «Мика» одержала минимальную победу 0:1. Несмотря на счёт, гости-дебютанты высшего дивизиона смотрелись лучше и дважды попали в перекладину. Первой победы пришлось ждать недолго, уже во втором туре был побеждён «Котайк» (1:0). Далее последовали поражения от «Бананца» и «Лернагорц-Арарата». В матче с «Лернагорц-Араратом» киликийцы создали минимум четыре отличных голевых момента, но мяч упорно не шёл в ворота соперника. А вот футболисты «Л-А» выжали максимум из своих возможностей, дважды огорчив вратаря «Киликии». В 5-м туре «Киликия» сотворила сенсацию, обыграв «Ширак» на его поле со счётом 4:3. Хет-триком отметился Ншан Эрзрумян. После проигрыша на своём поле от «Динамо-Зенита», причём после первого тайма на табло горели цифры 0:3, спонсоры команды отказались от услуг Хачатуряна. Был уволен второй тренер Ара Нигоян. С поста президента клуба был снят также Севак Манукян. После проигрыша от «Лернагорц-Арарат» со счётом 0-2, перенёс инфаркт директор клуба Алексан Саркисян. Новым президентом и главным тренером назначен Сергей Агабабян, который является племянником спонсора клуба Ашота Агабабяна. Причем 22-летний Сергей Агабабян ещё в прошлом году играл в составе «Киликии». В матче против «Пюника» игроков мотивировать не пришлось. Дрезкий дебютант ни чем не уступал действующим чемпионам — 1:1. В 10-м туре команда в пух и прах разнесла «Бананц» — 4:0. Однако дальше последовали невразумительные матчи. Апофезом стали матчи от «Пюника» (2:7) и «Мики» (1:5). Середину чемпионата «Киликия» провалила. Клуб в таблице шёл на последней строчке. Очередная тренерская отставка не заставила себя ждать — с поста главного тренера ушёл бывший игрок «Арарата» Самвел Касабоглян. Вместо него назначен бывший тренер сборной Армении Самвел Дарбинян. Он шестой по счету тренер, который в этом сезоне возглавил «Киликию». В следующем же матче «Киликия» завоёвывает очко в матче против «Мики». А в следующем туре приходит первая победа после застоя. Победа над «Шираком» — 2:1, перемещает «Киликию» на 7-е место в таблице. «Киликия» заканчивала сезон отложенным матчем против новоявленного чемпиона — «Пюника». В первом тайме игроки «Пюника» владели подавляющим преимуществом, однако не реализовали созданные моменты. Один только Эдгар Манучарян мог отличиться дважды. А затем футбольное счастье улыбнулось гостям. Через 13 минут после перерыва опытный защитник хозяев Саркис Овсепян замешкался с мячом в собственной штрафной, чем воспользовался Сергей Эрзрумян который нанёс чёткий удар в дальний от вратаря угол. В оставшееся время «Пюник» изо всех сил старался отыграться, однако оборона «Киликии» сдержала напор. В результате «Пюник» потерпел первое поражение за полтора года, тогда как «Киликия» завершила сезон на мажорной ноте. В итоге команда переместилась на 6-ю строчку. Лучшим бомбардиром клуба стал Ншан Эрзрумян, наколотивший 18 мячей (5 с пенальти) и занявший в списке 3-е место.
Очередное возрождение клуба связывали с приходом в клуба Эдуарда Маркарова. Но и он не смог изменить удручающие результаты, которые показывает команда последние сезоны в Премьер-лиге.
За 4 тура до окончания чемпионата, Дарбинян подал в отставку. Причину ухода специалист не озвучнил, но сказал, что имеются варианты работы за рубежом. Вместо покинувшего клуб опытного специалиста был приглашён Бабкен Меликян.

### Расформирование (2011)
В новом году команда с Меликяном начала подоготовку к новому сезону. Проведены были несколько тренировок. Руководству клуба нужно было подтвердить участие «Киликии» в первенстве страны 2011 года и внести соответствующие взносы до 16 января. Но никаких подтверждений и оплат не произвелось в указанный срок. 26 января руководство клуба направило официальное письмо в Федерацию футболу Армении, сообщив, что команда расформировывается и не сможет принять участие в чемпионате Армении 2011 года из-за финансовых проблем. 31 января ФФА официально приняла решение исключить «Киликию» из всех футбольных турниров под эгидой ФФА. Таким образом клуб прекратил своё существование.
В 2021 году клуб стал выступать на любительском уровне в Армении.

## Стадион
«Раздан» был построен при финансовой поддержке нефтяного магната Галуста Гюльбенкяна в 1970—1971 годах за 11 месяцев. На склоне у реки Раздан, от которой собственно и получил своё название. Открытие стадиона состоялось 19 мая 1971 года. В советское время был одним из самых вместительных стадионов СССР и одним из немногих двухъярусных. Именно на этом стадионе футбольные болельщики «Арарата» увидели победы клуба, приведшие к золоту 1973 и победам в Кубке 1973, 1975. Сборная СССР на стадионе провела только два матча, которые оба датируются 1978 годом. В апреле в товарищеской игре против финской сборной (10:2 в пользу СССР), а через полгода в отборочном матче на чемпионат Европы против греческой команды (2:0 победа советской сборной). На матче с Финляндией присутствовало 12 000 зрителей, на матч с Грецией пришло 40 тысяч зрителей.
После распада Союза на стадионе проводила свои матчи Сборная Армении, а также футбольные клубы. В 1990-х года на стадионе проводились финалы Кубка Армении по футболу. В 2002 году был отреставрирован, реставрация была продолжена в 2006—2008 годах. Первоначально вмещал в себя 75 000 зрителей, после частичной реконструкции 69 000. После реконструкции и установки индивидуальных кресел, стадион вмещает 55 000 зрителей, является крупнейшим стадионом в Армении. В настоящее время стадион, из-за рациональности, используется национальной сборной очень редко. Последним матчем сборной на «Раздане» стала игра в 2012 году против итальянской сборной в отборочном цикле ЧМ-2014. Используется в основном для футбольных и ряда атлетических соревнований.

## Статистика выступлений

### Чемпионат и Кубок Армении
| Сезон      | Лига          | Место | И  | В  | Н | П  | М      | +/- | О  | Бомбардиры             | Кубок | Примечания                              |
| ---------- | ------------- | ----- | -- | -- | - | -- | ------ | --- | -- | ---------------------- | ----- | --------------------------------------- |
| 1992       | Высшая лига   | 1     | ?? | ?  | ? | ?  | ?-?    | ?   | ?? | Погос Галстян (26)     | Ф     | -                                       |
| 1993       | Высшая лига   | 4     | 28 | 21 | 3 | 4  | 80-29  | +51 | 45 | Гегам Оганесян (26)    | 1/2   | -                                       |
| 1994       | Высшая лига   | 2     | 28 | 23 | 1 | 4  | 113-24 | +89 | 47 | Арсен Аветисян (39)    | 1/2   | -                                       |
| 1995       | Высшая лига   | 2     | 10 | 5  | 4 | 1  | 31-8   | +23 | 19 | Арсен Аветисян (12)    | 1/4   | -                                       |
| 1995/96    | Высшая лига   | 1     | 22 | 19 | 3 | 0  | 71-14  | +57 | 60 | Арсен Аветисян (11)    | О     | -                                       |
| 1996/97    | Высшая лига   | 1     | 22 | 19 | 2 | 1  | 67-9   | +59 | 59 | Арсен Аветисян (24)    | Ф     | -                                       |
| 1997       | Высшая лига   | 4     | 18 | 11 | 2 | 5  | 42-16  | +26 | 35 | Вараздат Аветисян (10) | н/у   | -                                       |
| 1998       | Высшая лига   | 6     | 26 | 6  | 3 | 17 | 27-68  | -41 | 21 | Арсен Аветисян (5)     | 1/2   | -                                       |
| 1999       | Премьер-лига  | 7     | 32 | 10 | 4 | 18 | 57-55  | +2  | 34 | Арман Карамян (20)     | 1/4   | -                                       |
| 2000       | Премьер-лига  | 6     | 28 | 9  | 3 | 16 | 49-56  | -7  | 30 | Арман Карамян (15)     | 1/2   | -                                       |
| 2001       | Премьер-лига  | -     | 1  | 0  | 0 | 1  | 2      | 3   | -1 | -                      | 1/4   | в знак протеста снялась после 1-го тура |
| 2002       | Первая лига   | 3     | 30 | 22 | 7 | 1  | 94-13  | +81 | 73 | Сурен Атоян (17)       | н/у   | -                                       |
| 2003       | Первая лига   | 1     | 22 | 20 | 0 | 2  | 88-14  | +74 | 60 | Ншан Эрзрумян (31)     | 1/4   | -                                       |
| 2004       | Премьер-лига  | 6     | 28 | 7  | 5 | 16 | 32-49  | -17 | 26 | Ншан Эрзрумян (18)     | 1/4   | -                                       |
| 2005       | Премьер-лига  | 5     | ?? | ?  | ? | ?  | ?-?    | ?   | ?? | Ншан Эрзрумян (18)     | Ф     | -                                       |
| 2006       | Премьер-лига  | 6     | 28 | 6  | 5 | 17 | 38-69  | -31 | 23 | Саркис Мовсесян (11)   | 1/2   | -                                       |
| 2007       | Премьер-лига  | 8     | 28 | 1  | 2 | 25 | 10-70  | -60 | 5  | Рафаэль Мкртчян (4)    | 1/4   | -                                       |
| 2008       | Премьер-лига  | 8     | 28 | 2  | 5 | 21 | 21-64  | -43 | 11 | Карен Н. Хачатрян (8)  | 1/4   | -                                       |
| 2009       | Премьер-лига  | 7     | 28 | 5  | 5 | 18 | 22-51  | -29 | 20 | Карен Н. Хачатрян (6)  | 1/4   | -                                       |
| 2010       | Премьер-лига  | 7     | 28 | 4  | 3 | 21 | 19-60  | -41 | 15 | Карен Н. Хачатрян (5)  | 1/4   | -                                       |
| 2011—н. в. | не участвовал | -     | -  | -  | - | -  | -      | -   | -  | -                      | -     | в январе 2011 был расфорфирован         |

### Еврокубки
| Сезон   | Турнир              | Раунд | Соперник         | 1 матч | 2 матч |
| ------- | ------------------- | ----- | ---------------- | ------ | ------ |
| 1996/97 | Кубок УЕФА          | PR    | ХИК Хельсинки    | 3 — 1  | 2 — 5  |
| 1997/98 | Лига чемпионов УЕФА | 1Q    | МТК Будапешт     | 0 — 2  | 3 — 4  |
| 2006    | Кубок Интертото     | 1R    | «Динамо» Тбилиси | 1 — 5  | 0 — 3  |

- Домашние игры выделены жирным шрифтом

| Турнир              | Игры | Победы | Ничьи | Поражения | Голов забито | Голов пропущено |
| ------------------- | ---- | ------ | ----- | --------- | ------------ | --------------- |
| Лига чемпионов УЕФА | 2    | 0      | 0     | 2         | 3            | 6               |
| Кубок УЕФА          | 2    | 1      | 0     | 1         | 5            | 6               |
| Кубок Интертото     | 2    | 0      | 0     | 2         | 1            | 8               |
| Итого               | 6    | 1      | 0     | 5         | 9            | 20              |

### Крупнейшие победы и поражения
Самые крупные победы:
В чемпионате Армении:
- Киликия — «Динамо» Егвард — 16:0 (2002 год) в первой лиге
- АОСС — «Киликия» Ереван — 12:1 (1992 год)

В кубке Армении:
- «Пюник» — ФК «Армавир» — 11:1 (1995/96 год)

В европейских кубках:
- «Пюник» — ХИК Хельсинки (Финляндия) — 3:1 (1996 год)

Самые крупные поражения:
В чемпионате Армении:
- «Киликия» — «Пюник» Ереван — 1:12 (2006 год)

В кубке Армении:
- «Киликия» — «Пюник» Ереван — 0:7 (2004 год)

В европейских кубках:
- «Киликия» — «Динамо» Тбилиси (Грузия) — 1:5 (2006 год)

## Достижения

### Национальные чемпионаты
Чемпион Армении (3)1992, 1995/96, 1996/97
Серебряный призёр Чемпионата Армении (2)1994
Обладатель Кубка Армении (1)1995/96
Финалист Кубка Армении (3)1992, 1996/97, 2005
Обладатель Суперкубка Армении (1)1997
Финалист Суперкубка Армении (1)1996

### Командные призы
- Приз «Fair Play»: 2007[54]

### Достижения игроков
- Лучшие бомбардиры сезона:
  - 1993 — Гегам Оганесян (26)
  - 1994 — Арсен Аветисян (39)
  - 1995 — Арсен Аветисян (12)
  - 1996/97 — Арсен Аветисян (24)
  - 2005 — Ншан Эрзрумян (18)
- Игрок года:
  - 1992 — Саркис Овсепян
  - 1994 — Арсен Аветисян
  - 1995 — Саркис Овсепян

## Рекордсмены клуба
- Наибольшее количество игр в официальных матчах провёл Вараздат Аветисян.
- Лучший бомбардир в истории клуба — Арсен Аветисян.

## Главные тренеры клуба
| Главный тренер    | С     | Период    |
| ----------------- | ----- | --------- |
| Хорен Оганесян    |       | 1992—1993 |
| Геворг Папян      |       | 1993      |
| Левон Яблукян     |       | 1993—1995 |
| Хорен Оганесян    |       | 1995—1998 |
| Давид Казарян     |       | 1998      |
| Самвел Петросян   |       | 1998—1999 |
| Николай Казарян   |       | 1999      |
| Самвел Дарбинян   |       | 1999—2000 |
| Артюша Мовсесян   |       | 2000—2002 |
| Альберт Саркисян  |       | 2003—2004 |
| Самвел Хачатрян   | и. о. | 2004      |
| Сергей Агабабян   |       | 2004      |
| Самвел Касабоглян |       | 2004      |
| Самвел Дарбинян   |       | 2004—2006 |
| Ашот Барсегян     |       | 2006—2007 |
| Ерванд Крбашян    |       | 2007—2008 |
| Эдуард Маркаров   |       | 2008      |
| Абраам Хашманян   |       | 2008—2010 |
| Самвел Дарбинян   |       | 2010      |
| / Бабкен Меликян  |       | 2010—2011 |

## Президенты клуба
| Президент       | Период      |
| --------------- | ----------- |
| Гагик Сафарян   | 1995 — 1996 |
| Рубен Айрапетян | 1996 — 1999 |
| Ашот Агабабян   | 2000 — ?    |
| Севак Манукян   | ?—2004      |
| Сергей Агабабян | 2004 — 2008 |
| Ашот Агабабян   | 2008 — 2011 |